# Kettil Okristen
Kettil okristen var enligt sägnen en jarl i Östergötland. Uppgifterna om honom är av oklart ursprung, men han är troligen uppdiktad.
Kettil okristen uppges ha varit jarl hos kung Håkan Röde. Olaus Petri anger honom vara en av kung Sverkers förfäder, och Messenius berättar, att han varit häradshövding i Kind samt tre år före sin död försakat allt världsligt och bosatt sig i sin griftehög, av fruktan att han annars skulle förledas att övergå till kristendomen. Kettil har gett upphov till namnet på Kättilstads socken. Kättilstads kyrka ska vara byggd på den plats där hans griftehög låg, och hans och hans makas kroppar flyttades till kyrkans norra vägg där graven är utmärkt av en upphöjning i jorden.

## Kettil okristens uppror
Kettil okristens uppror ska enligt en folklig legend ha varit ett uppror i Östergötland mot kristna i början av 1000-talet. Anledningen skulle ha varit missnöje med att asatron i allt högre grad övergavs för kristendomen. Enligt helgonlegenden om Sankt Bertil av Blidsberg gjorde Kettil okristen uppror mot den nyinförda kristendomen. Ett av offren vid upproret skulle ha varit denne Sankt Bertil. Det finns dock inga historiska källor som kan styrka dessa uppgifter, som dessutom har stora likheter med legenden om Sankt Eskil och därför kan misstänkas vara en urspårad muntligt traderad version av den.